# Шерервилл (Индиана)
Шерервилл (англ. Schererville) — город в округе Лейк в штате Индиана США. По данным переписи 2020 года, численность населения составляла 29 646 человек.

## Население
| 2010   | 2020    |
| ------ | ------- |
| 29 243 | ↗29 646 |